# Koninklijke Academie voor Overzeese Wetenschappen
De Koninklijke Academie voor Overzeese Wetenschappen (KAOW) (Frans: Académie royale des sciences d'outre-mer) heeft tot doel de wetenschappelijke kennis van de overzeese gebieden te bevorderen. Deze promotie gebeurt via publicaties, de organisatie van colloquia en de uitreiking van beurzen en prijzen.
De Koninklijke Academie voor Overzeese Wetenschappen bestaat uit meer dan 300 leden en wordt verdeeld in drie klassen:
- Klasse voor Menswetenschappen
- Klasse voor Natuur- en Geneeskundige Wetenschappen
- Klasse voor Technische Wetenschappen

De Academie heeft haar zetel op het terrein van de Koninklijke Sterrenwacht van België te Ukkel. Voorheen was ze gehuisvest in de Louizalaan 231 te Brussel.

## Historiek
De instelling werd gesticht in 1928 onder de naam Koninklijk Belgisch Koloniaal Instituut. In 1954 werd de naam van de instelling veranderd naar Koninklijke Academie voor Koloniale Wetenschappen. Aanvankelijk was de Academie uitsluitend gericht op Belgisch-Congo.
In 1959 kreeg de Academie haar huidige naam, en functies. Zo breidde haar studiedomein zich uit over Afrika bezuiden de Sahara, Latijns-Amerika, Azië en Oceanië. 

## Wedstrijden, beurzen en prijzen
Ieder jaar organiseert de Academie wedstrijden met thema’s die eigen zijn aan elk van de drie klassen. Ieder jaar reikt ze eveneens beurzen uit in het kader van het Floribert Jurionfonds. Dit geeft aan studenten in de landbouwkunde of diergeneeskunde de kans om een stage uit te oefenen in een derdewereldland.
Ten slotte reikt de Academie volgende prijzen driejaarlijks uit:
- De Lucien Cahenprijs voor Geologie (2012).
- De Yola Verhasseltprijs voor Tropische Geografie (2013).
- De Fernand Suykensprijs voor Havenstudies (2013).
- De Jean-Jacques en Berthe Symoensprijs voor Tropische Limnologie (2014).